# شهرستان دیکینسون (کانزاس)
شهرستان دیکینسون، کانزاس (به انگلیسی: Dickinson County, Kansas) یک شهرستان در ایالات متحده آمریکا است که در کانزاس واقع شده‌است.